# Emacs Lisp
Emacs Lisp es un dialecto del lenguaje de programación Lisp que se usa en los editores GNU Emacs y XEmacs. Emacs Lisp es a veces llamado Elisp, lo cual tiene el riesgo de llevar a confundirlo con otro dialecto de Lisp que tiene el mismo nombre.
La mayoría de las funciones de edición de Emacs vienen de código escrito en Lisp; el resto está escrito en  C. Los usuarios que deseen personalizar o extender las funcionalidades de Emacs pueden escribir código en Emacs Lisp.
Emacs Lisp está relacionado con los dialectos de Lisp: MacLisp y Common Lisp. Permite métodos de programación imperativa y funcional. Lisp fue escogido como el lenguaje de extensión de Emacs debido a sus poderosas funcionalidades, incluyendo la habilidad de tratar funciones como datos.
Escribir Emacs Lisp no es el único método de personalizar GNU Emacs. Desde la versión 20, GNU Emacs ha incluido la posibilidad de personalizar variables comunes a través de una interfaz gráfica. "Personalizar" funciona cuando el usuario escribe código Emacs Lisp, y está limitado a personalizaciones simples. No todos los usuarios necesitan el amplio grado de extensibilidad que ofrece Emacs. Aquellos que si, pueden escribir su propio código Emacs Lisp.